# 이튼 칼리지
이튼 칼리지(Eton College)는 영국 잉글랜드 버크셔주 이튼에 위치한 사립 중학교 및 고등학교이다.
1440년에 잉글랜드의 헨리 6세가 세웠으며, 세월이 흐를수록 규모가 점차 확대되었다.
영국에서 가장 규모가 크고, 유명한 사립 중등학교로서 남학생만 입학할 수 있다. 20여 명의 총리를 비롯한 많은 영국 정치, 문화계의 명사를 배출했다. 12~18세 사이의 소년 약 1,200명이 기숙사에서 공동 생활을 하면서 공부한다. 다양한 교과를 가르치며, 학생 개개인한테 지도 교수를 배정해서 수업 시간 이외에도 학습을 지도한다.
1년 365일 연중무휴 체제로 운영한다.

## 역사
- 1440년 : 개교

## 동문
- 케임브리지 공작 윌리엄
- 웨일스 공자 해리
- 에디 레드메인
- 톰 히들스턴
- 보리스 존슨